# Marzsinén
Marzsinén (románul: Mărgineni) falu Romániában, Moldvában, Bákó megyében.

## Fekvése
Bákótól 5 km-re északnyugatra, a megyeszékhely szomszédságában, a 2G és a 119B utak találkozásánál fekvő település.

## Leírása
Az egykori csángó település Margizsén nevét az idők folyamán többféleképpen is írták, így Mardzsinén, Mazsinén, Marginén, Mardzinén, Margizsén formában is.
A 2002 évi népszámláláskor 8132 lakosából 8118 fő román, 1 magyar, 5 egyéb volt, melyből 3411 görögkeleti ortodox, 4677 római katolikus, 2 református, 2 evangélikus, 1 görögkatolikus és 39 egyéb vallású volt.

## Külső hivatkozások
- Marzsinén község hivatalos honlapja